# Lemming (película)
Lemming es un thriller psicológico de 2005, dirigido por Dominik Moll y protagonizado por André Dussollier, Charlotte Rampling, Charlotte Gainsbourg y Laurent Lucas. Fue estrenado en el Festival de Cine de Cannes de 2005.

## Sinopsis
Alain Getty (Laurent Lucas) es un ingeniero de automatización que acepta un trabajo en el sur de Francia y se traslada allí con su esposa Bénédicte (Charlotte Gainsbourg). Después de tres meses, Alain invita a su nuevo jefe (André Dussollier) y a la esposa de este, Alice (Charlotte Rampling), a cenar a su casa. Los invitados son un matrimonio corroído por el odio y el resentimiento. Las cosas van de mal en peor, empezando por el descubrimiento de un roedor inconsciente roedor dentro de la tubería del fregadero de la cocina.
Alain guarda en una caja al animal, que supuestamente estaba muerto. Al día siguiente Bénédicte se da cuenta de que está vivo, por lo que decide llevarlo al veterinario: allí descubre que se trata de un lemming, un roedor escandinavo. Alice, tras el fallido intento de seducir a Alain, corrompe su casa durante el día y se quita la vida. Desde ese momento la vida de Alain y Bénédicte empieza a dar un giro radical.

## Reparto
- Laurent Lucas - Alain Getty
- Charlotte Gainsbourg - Bénédicte Getty
- Charlotte Rampling - Alice Pollock
- André Dussollier - Richard Pollock
- Jacques Bonnaffé - Nicolas Chevalier
- Véronique Affholder - Francine
- Michel Cassagne - El veterinario
- Florence Desille - L'infirmière
- Emmanuel Gayet - El médico de guardia
- Félix Gonzales - Félix, el vecino de en frente
- Nicolas Jouhet - El fontanero
- Fabrice Robert - Bruno

## Recepción
Esta película fue generalmente bien recibida por las críticas, obteniendo un 70% del índice de aprobación en Rotten Tomatoes.